# ام‌وی پاتنی هیل
ام‌وی پاتنی هیل (به انگلیسی: MV Putney Hill) یک زیردریایی بود که طول آن ۴۲۷٫۶ فوت (۱۳۰٫۳ متر) بود. این زیردریایی در سال ۱۹۴۰ ساخته شد.